# Bazzi
Andrew Bazzi, mer känd som Bazzi, född 28 augusti 1997 i Canton, Michigan, är en amerikansk sångare, låtskrivare och skivproducent. Hans låt "Mine" släpptes i oktober 2017 och ökade under första halvan av 2018 i popularitet då den blev en meme genom TikTok-redigeringar och användes i ett Snapchatfilter. Den hamnade på plats nummer 11 på Billboard Hot 100 och har dessutom funnits på andra internationella listor. 2018 släpptes Bazzis debutalbum Cosmic som hamnade på plats nummer 14 på Billboard 200.